# Лаврик Станіслав Людвігович
Лаврик Станіслав Людвігович (14 серпня 1981, м. Заліщики, нині Україна — 20 жовтня 2014) — український військовослужбовець 24 ОМБр Збройних сил України, учасник російсько-української війни. Почесний громадянин Тернопільської області (2022, посмертно).

## Життєпис
Станіслав Лаврик народився 14 серпня 1981 року у місті Заліщиках, нині Заліщицької громади Чортківського району Тернопільської области України.
Навчався у Заліщицькій загальноосвітній школі № 2, Кіцманському аграрному технікумі. Працював за кордоном.
Мобілізований під час третьої хвилі мобілізації. 
Командир відділення управління командира батареї взводу управління командира гаубичної самохідно-артилерійської батареї п'ятого механізованого батальйону. 
Смерть пов'язана з виконанням військового обов'язку 20 жовтня 2014 року. Похований у Заліщиках.

## Нагороди
- почесний громадянин Тернопільської області (26 серпня 2022, посмертно)[1]
- Відзнака Президента України «За участь в антитерористичній операції» 17 лютого 2016 року[2] (посмертно)